# CitizenGo
CitizenGO – organizacja o konserwatywnym nastawieniu, założona w 2013 w Madrycie (Hiszpania) jako część stowarzyszenia HazteOir, które później zostało wchłonięte przez samo CitizenGO.
CitizenGO promuje udział obywateli w kwestiach społecznych i procesach politycznych związanych z ochroną życia, rodziny i wolności za pośrednictwem platformy internetowej. Promuje petycje przeciwko małżeństwom osób tej samej płci, aborcji i eutanazji na poziomie międzynarodowym.

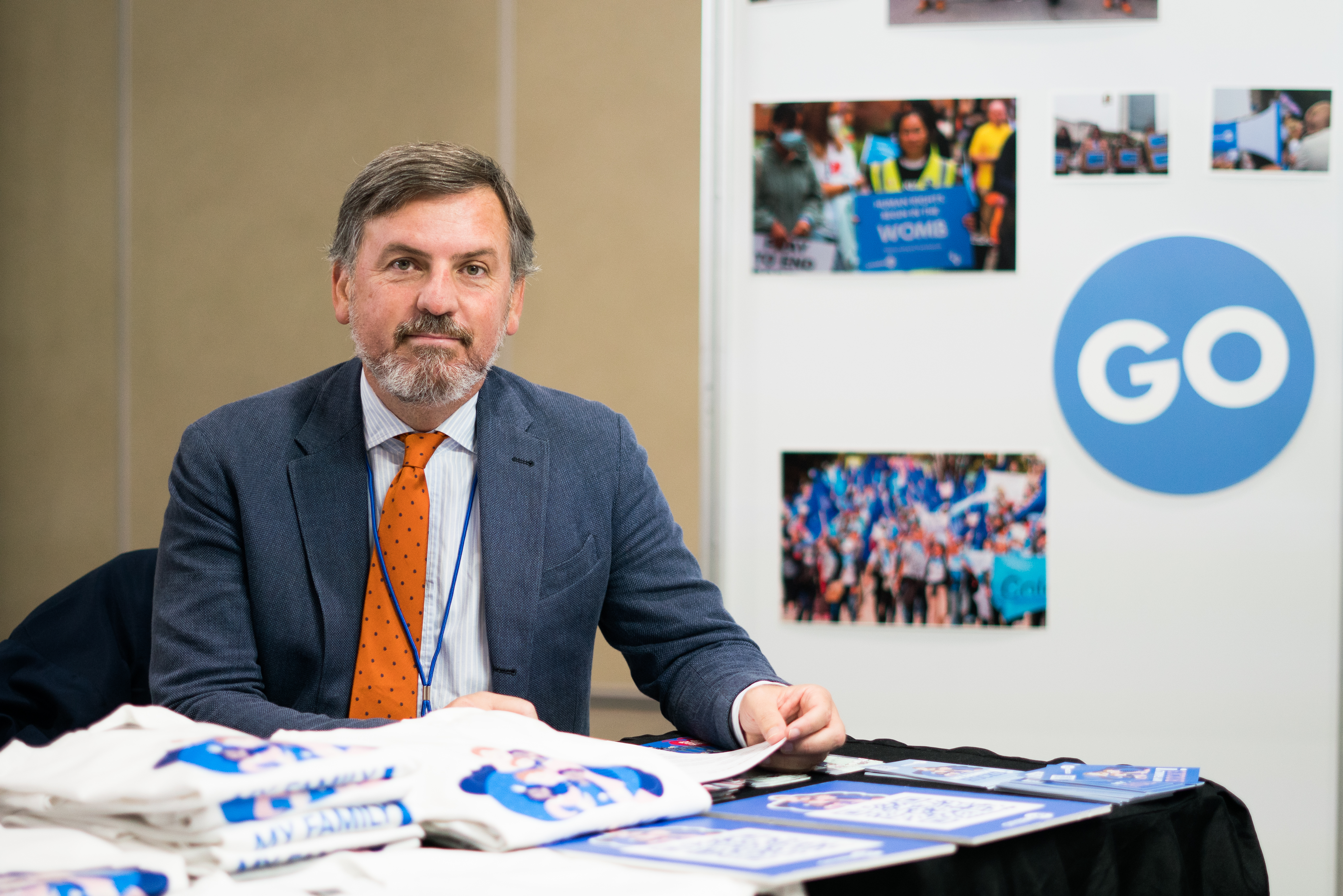
Ignacio Arsuaga, założyciel fundacji

## Historia
Fundację CitizenGO utworzono w Madrycie (Hiszpania) w sierpniu 2013 po stowarzyszeniu HazteOir, które z kolei powstało w 2001 przez Ignacio Arsuagę Rato i jest hiszpańską skrajnie prawicową organizacją. Arsuaga został zainspirowany książką The MoveOn Effect. Współzałożycielami i sponsorami CitizenGo byli Rosjanie, a dokładnie rosyjski oligarcha Konstantin Małofiejew.
Od 4 lipca 2014 do 2018 roku Álvaro Zulueta pełnił funkcję dyrektora generalnego CitizenGO.
CitizenGO ma swoją siedzibę w Madrycie i jest obecne w 15 krajach na czterech kontynentach. W 2018 organizacja osiągnęła 10 milionów aktywnych użytkowników, czyli osób, które w pewnym momencie wsparły jedną z jej kampanii dotyczących prawa do życia, rodziny lub praw podstawowych.

## Finansowanie i wątpliwości
Finansowanie organizacji pochodzi z darowizn internetowych od jej członków, które dziennikarz J. Lester Feder oszacował na dziesięć tysięcy euro miesięcznie.
CitizenGo jest podejrzewana o powiązania z Kremlem, w radzie tej organizacji zasiadał Aleksiej Komow 
Przeciwnicy organizacji twierdzą także, że jest ona bezpośrednio sponsorowana przez kremlowskiego oligarchę Konstantina Małofiejewa, który miał jej przekazać 100 tys. euro, co pomogło mu umieścić w jej zarządzie swego przedstawiciela Aleksieja Komowa.

## Prowadzone kampanie

### Stany Zjednoczone
DC Comics
Po tym, jak petycja na CitizenGO szybko się rozprzestrzeniła, DC Comics postanowiło usunąć „Second Coming”, bluźnierczą serię o Jezusie Chrystusie. Publiczne oburzenie ze strony wspólnot religijnych zostało zauważone przez Fox News, a petycja online, którą utworzono, zebrała ponad 230 tys. podpisów. W odpowiedzi na twierdzenia, że seria była „skandaliczna i bluźniercza” DC Comics wycofało publikację tuż przed jej premierą, która miała nastąpić 6 marca 2019.
Netflix
W 2018 roku CitizenGO utworzyło petycję, żądając usunięcia świątecznego filmu specjalnego Netflixa „Porta dos Fundos: Ostatni kac”, w którym Jezus Chrystus jest przedstawiony jako homoseksualista, Maryja Panna jako cudzołożnica, a apostołowie jako alkoholicy. Petycja uzyskała ponad 1,5 miliona podpisów. W 2019 roku CitizenGO złożyło drugą petycję, tym razem potępiającą film „Gwiazdeczki”, w którym osoby nieletnie były przedstawione w sposób hiperseksualny: „My, CitizenGO, postanowiliśmy rozpocząć międzynarodową kampanię i ostatecznie uzyskaliśmy ponad 300 tys. podpisów. Każdy podpis to e-mail, który został przesłany do siedziby Netflixa” – wyjaśnił Luis Losada Pescador, ówczesny dyrektor ds. kampanii CitizenGO w Ameryce Łacińskiej. W 2021 roku CitizenGO ponownie utworzył petycję z prośbą do Netflixa o usunięcie animacji „Paradise PD”, w której Jezus Chrystus jest ukazany jako brutalny człowiek. Petycja zgromadziła ponad 500 tys. podpisów.
Poparcie dla działań pro-life
W czerwcu 2022 roku CitizenGO zmobilizowało się poprzez konferencje ONZ, petycje online oraz inne działania na rzecz obalenia Roe v. Wade, czyli sprawy sądowej z 1973 roku, w której Sąd Najwyższy Stanów Zjednoczonych orzekł, że Konstytucja Stanów Zjednoczonych Ameryki chroni wolność kobiety w ciąży do wyboru aborcji bez nadmiernych ograniczeń rządowych. Roe v. Wade przekształciło amerykańską politykę, dzieląc znaczną część Stanów Zjednoczonych na ruchy pro-choice i pro-life, jednocześnie pobudzając ruchy obywatelskie po obu stronach. W 2022, w obliczu możliwości obalenia orzeczenia, CitizenGO argumentowało, że „prawa człowieka zaczynają się w momencie poczęcia” oraz „nienarodzone dzieci też mają prawa”. Ostatecznie Sąd Najwyższy USA obalił wyrok Roe v. Wade, między innymi dlatego, że materialne prawo do aborcji nie było „głęboko zakorzenione w historii czy tradycji tego narodu”.
Disney

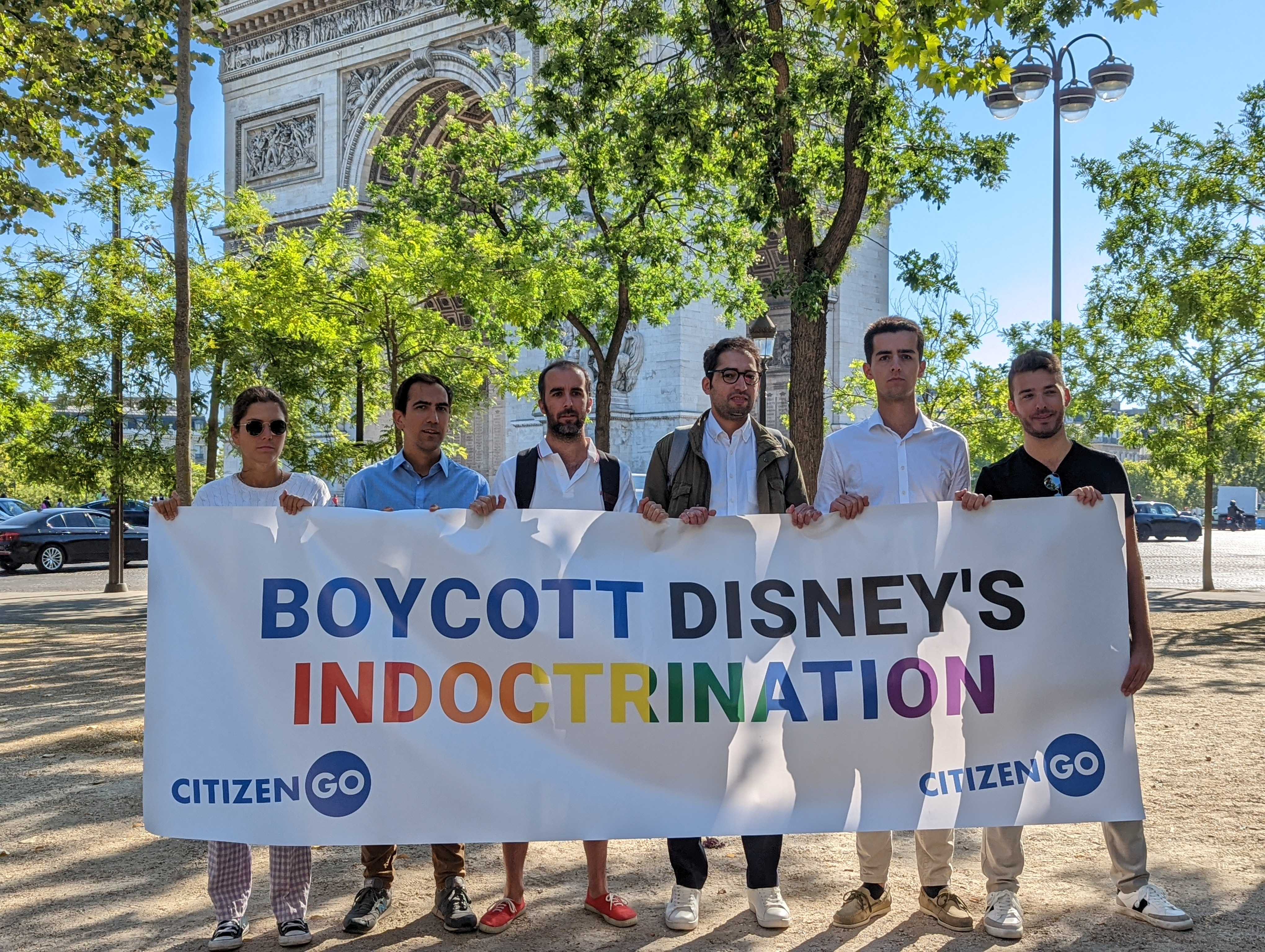
Stop Disney's Indoctrination (Paris, FR)

CitizenGO przez lata organizowało protesty w siedzibach Disneya na całym świecie. W 2020 CitizenGO uczestniczyło w zgromadzeniu partnerów Disneya, gdzie publicznie potępiło próbę indoktrynacji dzieci w zakresie LGBT. Pod petycją CitizenGO w tej sprawie podpisało się ponad 653 tys. osób.
W 2022 CitizenGO rozpoczęło kampanię wspierającą gubernatora Florydy Rona DeSantisa, aby opowiedzieć się za jego ustawą o prawach rodzicielskich w edukacji, która zabrania szkołom publicznym prowadzenia "dyskusji lub nauczania w klasie" na temat orientacji seksualnej lub tożsamości płciowej od przedszkola do trzeciej klasy, lub w jakikolwiek sposób uznany za sprzeczny z normami państwowymi we wszystkich klasach.
Przeciwko ustawie głośno wypowiedział się koncern „Disney”, twierdząc, że "jeśli przepisy staną się prawem, mogłyby zostać wykorzystane do niesprawiedliwego potraktowania dzieci i rodzin gejów, lesbijek, osób niebinarnych i transpłciowych".

### Pakistan
Asia Bibi

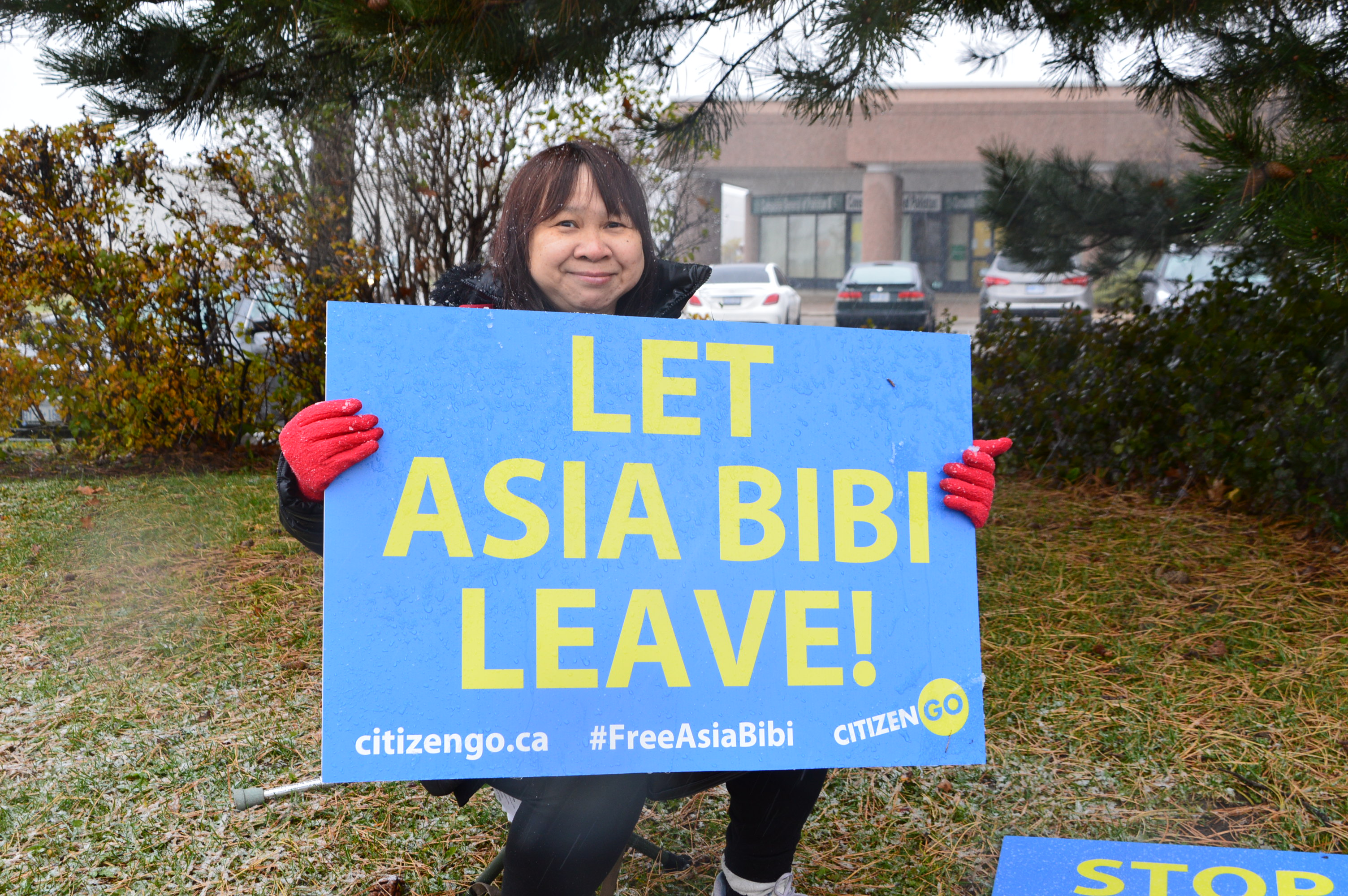
CitizenGO - kampania Asia Bibi - Dzisiejsze czuwanie modlitewne w Toronto

Platforma MasLibres.org (należąca do CitizenGO), wśród innych podobnych stron internetowych z petycjami online, poprzez zbiórkę podpisów i współpracę z innymi stronami zdołała uwolnić i wywieźć z Pakistanu Asię Bibi, pakistańską chrześcijankę skazaną przez pakistański sąd za bluźnierstwo na karę śmierci przez powieszenie. Po napiętych negocjacjach Sąd Najwyższy odrzucił zarzuty i kobieta została uwolniona po 9 latach więzienia. 
Wśród innych działań CitizenGO zorganizowało czuwania na całym świecie na rzecz Asi Bibi, a także zamieściło ogłoszenia w najważniejszych światowych gazetach, wzywając czołowych liderów do poparcia w kwestii jej uwolnienia. Wysłano również tysiące podpisów do pakistańskich ambasad w kilku europejskich miastach. 

### Węgry
CitizenGO publicznie poparło tak zwane "prawo bicia serca płodu" na Węgrzech, czyli dekret z 2022, który zobowiązuje kobiety chcące dokonać aborcji do wysłuchania najpierw bicia serca płodu. Eszter Schittl, dyrektor ds. kampanii CitizenGO na Węgrzech, powiedział, że prawo „daje płodowi możliwość udowodnienia matce, że żyje”.

### Argentyna
W sierpniu 2022 biura DirectTV w Buenos Aires otrzymały około 70 tys. podpisów z żądaniem, by utrzymało w swoim programie katolicki kanał EWTN.
DirectTV rozważało usunięcie kanału EWTN, co dotknęłoby około pięciu milionów katolickich gospodarstw domowych w Argentynie, Chile, Kolumbii, Ekwadorze, Peru, Urugwaju oraz na niektórych wyspach karaibskich, takich jak Barbados, Trynidad i Tobago, Aruba oraz Curaçao.

### Polska
Platforma petycyjna CitizenGo jest obecna również w Polsce. W 2016 r. CitizenGo dofinansowała warszawskie spotkanie lobbystów ultrakonserwatywnych organizacji, które planowały radykalne zmiany w prawodawstwie europejskim. Wśród wykradzionych przez hakerów dokumentów CitizenGO są m.in. dwa przelewy dla Ordo Iuris po 11 tys. zł każdy.